# 血色苍穹
《血色苍穹》是中国大陆一部连载于腾讯动漫的漫画，作者为北巷。讲述的是一位名叫李鸣洋的上班族，因为好奇扫描了一个二维码后，被带入到了一个名为“血色苍穹”的虚拟世界，并被强制参与各种生存游戏的故事。2017年8月18日，《血色苍穹》的改编3D动画开播，开播之后，曾连续两日在百度风云榜单中排名第一。